# Железный светильник
Железный светильник — первое в тетралогии романов о национально-освободительной борьбе в Македонии произведение болгарского писателя Димитра Талева. В романе эта борьба рассматривается во всей её глубине, связана с ренессансовыми процессами, которые переживает определённая личность, и своеобразием бытовой и социальной жизни семьи.

## История
Сам роман был задуман автором ещё до начала Второй мировой войны как произведение, изучающее социально-бытовую среду болгарских народных масс в Македонии, борющихся за свою национальную и религиозную свободу. В 1952 году автор заканчивает работу над романом, произведение не встречает никаких цензурных ограничений и сразу идёт в печать, становясь одним из культовых произведений болгарской литературы. Проведённая в 2008—2009 годах кампания «Большого чтения» показала, что произведение Железный светильник является четвёртым среди самых популярных книг в Болгарии.